# Prekursorzy
Prekursorzy. W stulecie narodzin ruchu zawodowego nauczycieli polskich na Śląsku Cieszyńskim – popularnonaukowa książka autorstwa Leona Miękiny wydana w 1988 roku. Autor przedstawia w niej rozwój polskiego szkolnictwa na Śląsku Cieszyńskim od początku do 1918 roku. Książka składa się ze wstępu, sześciu rozdziałów, posłowia, bibliografii oraz chronologicznego zestawienia najważniejszych wydarzeń w dziejach ziemi cieszyńskiej zatytułowanego Fakty i ludzie.
Książka była dziewięćdziesiątą szóstą publikacją wydaną przez Macierz Ziemi Cieszyńskiej. Recenzentem był Kazimierz Szczurek.
Prekursorzy są jedynym zwartym opracowaniem poświęconym polskiemu szkolnictwu na Śląsku Cieszyńskim w latach 1848–1918.